# Zamia tonkinensis
Zamia tonkinensis là một loài thực vật hạt trần trong họ Zamiaceae. Loài này được L.Linden & Rodigas mô tả khoa học đầu tiên năm 1885.